# Annenpfad

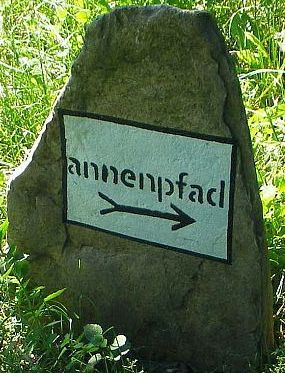
Wegweiser auf einem Findling (2011)

Der Annenpfad ist ein rekonstruierter Pilgerrundweg im Landkreis Prignitz im Nordwesten des Landes Brandenburg, der auf 22 km die Orte Heiligengrabe, Bölzke, Krüssow und ihre Gotteshäuser verbindet.
In der Wallfahrtskirche St. Anna in Pritzwalk (Ortsteil Alt Krüssow) soll sich ursprünglich der Rock der heiligen Anna befunden haben. Ein Andachtsbild stellt die Anna selbdritt mit ihrer Tochter Maria und dem Jesusknaben dar.
Vom Kloster Stift zum Heiligengrabe, das 1287 als Frauenkloster gegründet worden war, führte vermutlich ein alter Pilgerweg, der „Annenpfad“, nach Pritzwalk. Seit 2006 wurde ein Rundweg rekonstruiert und bis 2010 fertig ausgeschildert.
Der Annenpfad wurde am Gründonnerstag 2011 offiziell eröffnet. 24 Findlinge markieren an Kreuzungspunkten den Weg, der mit sechs Rastplätzen zum Verweilen einlädt. Die Kirchen von Bölzke und Alt Krüssow laden den Pilger zu Meditation und Gebet ein. Im Kloster Heiligengrabe steht ein Gästehaus als Pilgerherberge zur Verfügung.

## Galerie

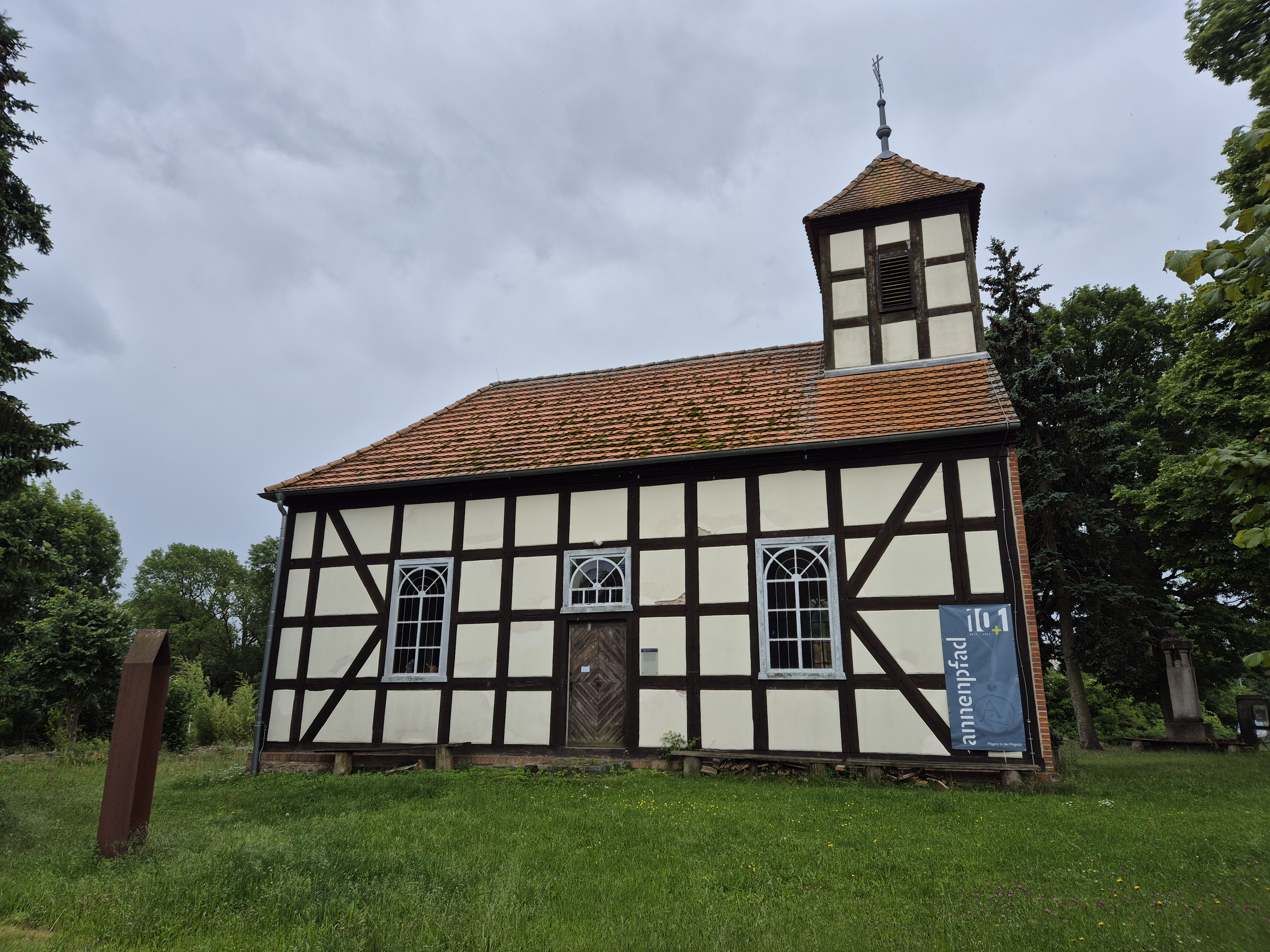
Dorfkirche Bölzke
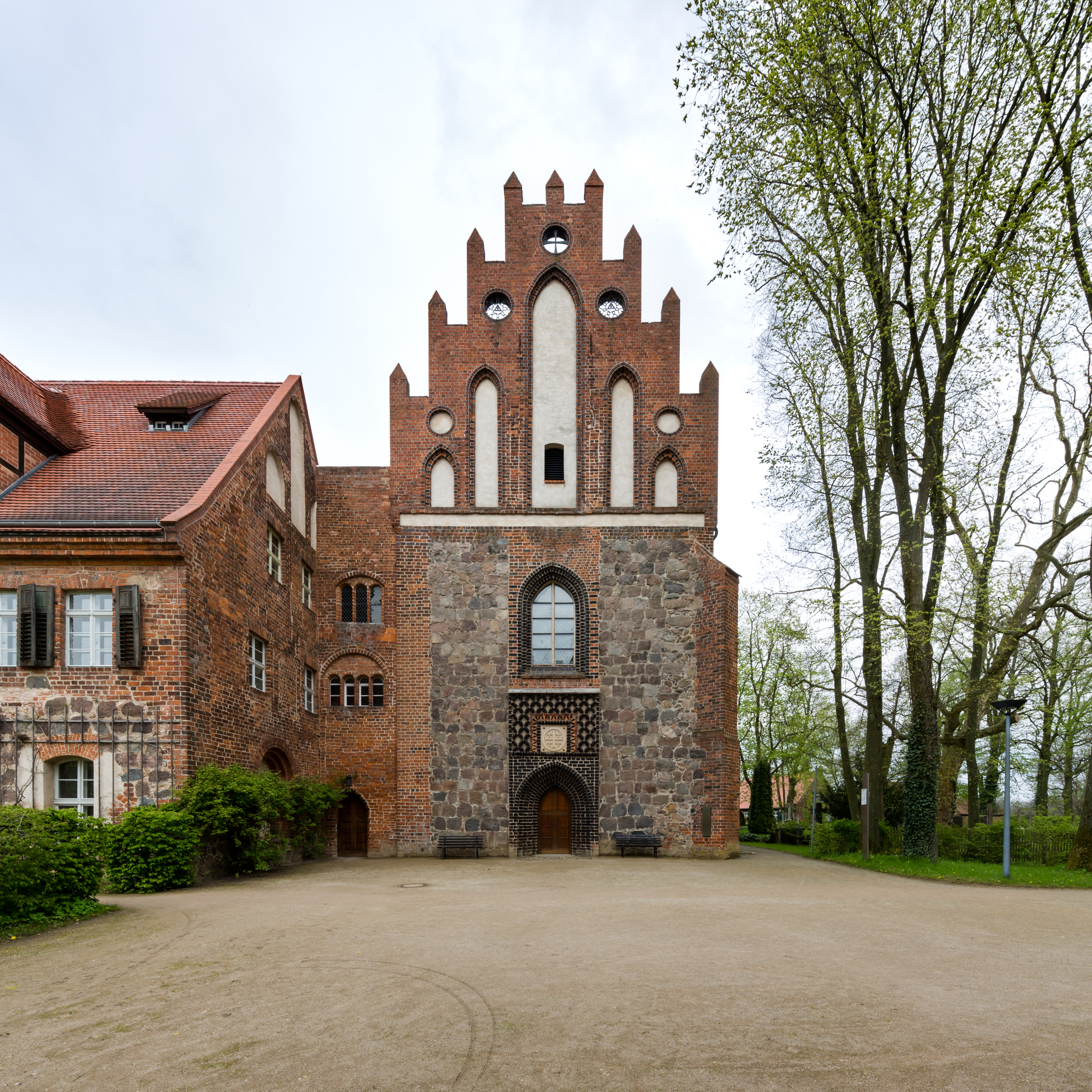
Stiftskirche Kloster Heiligengrabe
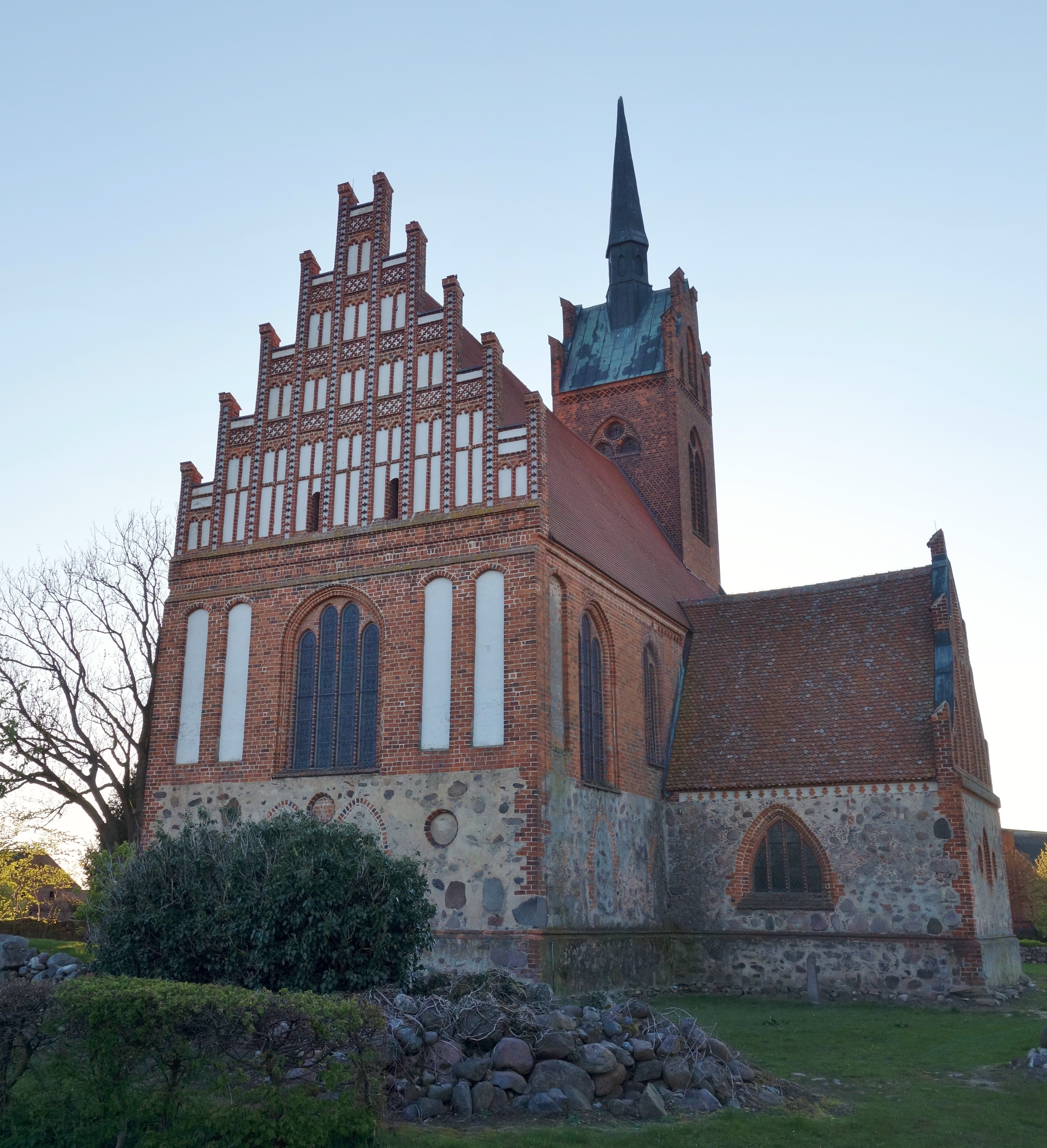
St.-Annen-Kirche in Alt Krüssow